# Resultados do Carnaval de Barra Mansa

## 2012
| Escolas de Samba     | Escolas de Samba              | Escolas de Samba | Escolas de Samba | Escolas de Samba | Escolas de Samba | Escolas de Samba | Escolas de Samba | Escolas de Samba | Escolas de Samba | Escolas de Samba | Escolas de Samba | Escolas de Samba | Escolas de Samba | Escolas de Samba | Escolas de Samba | Escolas de Samba | Escolas de Samba | Escolas de Samba | Escolas de Samba | Escolas de Samba | Escolas de Samba | Escolas de Samba | Escolas de Samba | Escolas de Samba | Escolas de Samba | Escolas de Samba | Escolas de Samba | Escolas de Samba | Escolas de Samba | Escolas de Samba | Escolas de Samba | Escolas de Samba | Escolas de Samba | Escolas de Samba | Escolas de Samba | Escolas de Samba | Escolas de Samba | Escolas de Samba | Escolas de Samba | Escolas de Samba | Escolas de Samba | Escolas de Samba | Escolas de Samba | Escolas de Samba | Escolas de Samba | Escolas de Samba | Escolas de Samba | Escolas de Samba | Escolas de Samba |
| Pos                  | Escolas                       | Pts              | Classificação    | Ref              |                  |                  |                  |                  |                  |                  |                  |                  |                  |                  |                  |                  |                  |                  |                  |                  |                  |                  |                  |                  |                  |                  |                  |                  |                  |                  |                  |                  |                  |                  |                  |                  |                  |                  |                  |                  |                  |                  |                  |                  |                  |                  |                  |                  |                  |
| -------------------- | ----------------------------- | ---------------- | ---------------- | ---------------- | ---------------- | ---------------- | ---------------- | ---------------- | ---------------- | ---------------- | ---------------- | ---------------- | ---------------- | ---------------- | ---------------- | ---------------- | ---------------- | ---------------- | ---------------- | ---------------- | ---------------- | ---------------- | ---------------- | ---------------- | ---------------- | ---------------- | ---------------- | ---------------- | ---------------- | ---------------- | ---------------- | ---------------- | ---------------- | ---------------- | ---------------- | ---------------- | ---------------- | ---------------- | ---------------- | ---------------- | ---------------- | ---------------- | ---------------- | ---------------- | ---------------- | ---------------- | ---------------- | ---------------- | ---------------- |
| 1                    | Unidos da Boa Sorte           | 197.8            | Campeã de 2012   | [ 1 ]            |                  |                  |                  |                  |                  |                  |                  |                  |                  |                  |                  |                  |                  |                  |                  |                  |                  |                  |                  |                  |                  |                  |                  |                  |                  |                  |                  |                  |                  |                  |                  |                  |                  |                  |                  |                  |                  |                  |                  |                  |                  |                  |                  |                  |                  |
| 2                    | Império da Saudade            | 197.6            |                  | [ 1 ]            |                  |                  |                  |                  |                  |                  |                  |                  |                  |                  |                  |                  |                  |                  |                  |                  |                  |                  |                  |                  |                  |                  |                  |                  |                  |                  |                  |                  |                  |                  |                  |                  |                  |                  |                  |                  |                  |                  |                  |                  |                  |                  |                  |                  |                  |
| 3                    | Acadêmicos da Chacrinha       | 194.9            | [ 1 ]            |                  |                  |                  |                  |                  |                  |                  |                  |                  |                  |                  |                  |                  |                  |                  |                  |                  |                  |                  |                  |                  |                  |                  |                  |                  |                  |                  |                  |                  |                  |                  |                  |                  |                  |                  |                  |                  |                  |                  |                  |                  |                  |                  |                  |                  |                  |
| Blocos carnavalescos |                               |                  |                  |                  |                  |                  |                  |                  |                  |                  |                  |                  |                  |                  |                  |                  |                  |                  |                  |                  |                  |                  |                  |                  |                  |                  |                  |                  |                  |                  |                  |                  |                  |                  |                  |                  |                  |                  |                  |                  |                  |                  |                  |                  |                  |                  |                  |                  |                  |
| 1                    | Pulo do Sapo                  | 197.9            | Campeã de 2012   | [ 1 ]            |                  |                  |                  |                  |                  |                  |                  |                  |                  |                  |                  |                  |                  |                  |                  |                  |                  |                  |                  |                  |                  |                  |                  |                  |                  |                  |                  |                  |                  |                  |                  |                  |                  |                  |                  |                  |                  |                  |                  |                  |                  |                  |                  |                  |                  |
| 2                    | Império da Banda G            | 197.6            |                  | [ 1 ]            |                  |                  |                  |                  |                  |                  |                  |                  |                  |                  |                  |                  |                  |                  |                  |                  |                  |                  |                  |                  |                  |                  |                  |                  |                  |                  |                  |                  |                  |                  |                  |                  |                  |                  |                  |                  |                  |                  |                  |                  |                  |                  |                  |                  |                  |
| 3                    | Acadêmicos da Periferia Leste | 195.4            | [ 1 ]            |                  |                  |                  |                  |                  |                  |                  |                  |                  |                  |                  |                  |                  |                  |                  |                  |                  |                  |                  |                  |                  |                  |                  |                  |                  |                  |                  |                  |                  |                  |                  |                  |                  |                  |                  |                  |                  |                  |                  |                  |                  |                  |                  |                  |                  |                  |

## 2013
| Escolas de Samba     | Escolas de Samba              | Escolas de Samba | Escolas de Samba | Escolas de Samba | Escolas de Samba | Escolas de Samba | Escolas de Samba | Escolas de Samba | Escolas de Samba | Escolas de Samba | Escolas de Samba | Escolas de Samba | Escolas de Samba | Escolas de Samba | Escolas de Samba | Escolas de Samba | Escolas de Samba | Escolas de Samba | Escolas de Samba | Escolas de Samba | Escolas de Samba | Escolas de Samba | Escolas de Samba | Escolas de Samba | Escolas de Samba | Escolas de Samba | Escolas de Samba | Escolas de Samba | Escolas de Samba | Escolas de Samba | Escolas de Samba | Escolas de Samba | Escolas de Samba | Escolas de Samba | Escolas de Samba | Escolas de Samba | Escolas de Samba | Escolas de Samba | Escolas de Samba | Escolas de Samba | Escolas de Samba | Escolas de Samba | Escolas de Samba | Escolas de Samba | Escolas de Samba | Escolas de Samba | Escolas de Samba | Escolas de Samba | Escolas de Samba |
| Pos                  | Escolas                       | Pts              | Classificação    | Ref              |                  |                  |                  |                  |                  |                  |                  |                  |                  |                  |                  |                  |                  |                  |                  |                  |                  |                  |                  |                  |                  |                  |                  |                  |                  |                  |                  |                  |                  |                  |                  |                  |                  |                  |                  |                  |                  |                  |                  |                  |                  |                  |                  |                  |                  |
| -------------------- | ----------------------------- | ---------------- | ---------------- | ---------------- | ---------------- | ---------------- | ---------------- | ---------------- | ---------------- | ---------------- | ---------------- | ---------------- | ---------------- | ---------------- | ---------------- | ---------------- | ---------------- | ---------------- | ---------------- | ---------------- | ---------------- | ---------------- | ---------------- | ---------------- | ---------------- | ---------------- | ---------------- | ---------------- | ---------------- | ---------------- | ---------------- | ---------------- | ---------------- | ---------------- | ---------------- | ---------------- | ---------------- | ---------------- | ---------------- | ---------------- | ---------------- | ---------------- | ---------------- | ---------------- | ---------------- | ---------------- | ---------------- | ---------------- | ---------------- |
| 1                    | Império da Saudade            | 194,09           | Campeã de 2013   | [ 2 ]            |                  |                  |                  |                  |                  |                  |                  |                  |                  |                  |                  |                  |                  |                  |                  |                  |                  |                  |                  |                  |                  |                  |                  |                  |                  |                  |                  |                  |                  |                  |                  |                  |                  |                  |                  |                  |                  |                  |                  |                  |                  |                  |                  |                  |                  |
| 2                    | Unidos da Boa Sorte           | 189,09           |                  | [ 2 ]            |                  |                  |                  |                  |                  |                  |                  |                  |                  |                  |                  |                  |                  |                  |                  |                  |                  |                  |                  |                  |                  |                  |                  |                  |                  |                  |                  |                  |                  |                  |                  |                  |                  |                  |                  |                  |                  |                  |                  |                  |                  |                  |                  |                  |                  |
| 3                    | Mocidade de Vila Maria        | 188,03           | [ 2 ]            |                  |                  |                  |                  |                  |                  |                  |                  |                  |                  |                  |                  |                  |                  |                  |                  |                  |                  |                  |                  |                  |                  |                  |                  |                  |                  |                  |                  |                  |                  |                  |                  |                  |                  |                  |                  |                  |                  |                  |                  |                  |                  |                  |                  |                  |                  |
| Blocos carnavalescos |                               |                  |                  |                  |                  |                  |                  |                  |                  |                  |                  |                  |                  |                  |                  |                  |                  |                  |                  |                  |                  |                  |                  |                  |                  |                  |                  |                  |                  |                  |                  |                  |                  |                  |                  |                  |                  |                  |                  |                  |                  |                  |                  |                  |                  |                  |                  |                  |                  |
| 1                    | Pulo do Sapo                  | 192,02           | Campeã de 2013   | [ 2 ]            |                  |                  |                  |                  |                  |                  |                  |                  |                  |                  |                  |                  |                  |                  |                  |                  |                  |                  |                  |                  |                  |                  |                  |                  |                  |                  |                  |                  |                  |                  |                  |                  |                  |                  |                  |                  |                  |                  |                  |                  |                  |                  |                  |                  |                  |
| 2                    | Império da Banda G            | 191,09           |                  | [ 2 ]            |                  |                  |                  |                  |                  |                  |                  |                  |                  |                  |                  |                  |                  |                  |                  |                  |                  |                  |                  |                  |                  |                  |                  |                  |                  |                  |                  |                  |                  |                  |                  |                  |                  |                  |                  |                  |                  |                  |                  |                  |                  |                  |                  |                  |                  |
| 3                    | Acadêmicos da Periferia Leste | 182,00           | [ 2 ]            |                  |                  |                  |                  |                  |                  |                  |                  |                  |                  |                  |                  |                  |                  |                  |                  |                  |                  |                  |                  |                  |                  |                  |                  |                  |                  |                  |                  |                  |                  |                  |                  |                  |                  |                  |                  |                  |                  |                  |                  |                  |                  |                  |                  |                  |                  |

## 2014
| Escolas de Samba     | Escolas de Samba              | Escolas de Samba | Escolas de Samba | Escolas de Samba | Escolas de Samba | Escolas de Samba | Escolas de Samba | Escolas de Samba | Escolas de Samba | Escolas de Samba | Escolas de Samba | Escolas de Samba | Escolas de Samba | Escolas de Samba | Escolas de Samba | Escolas de Samba | Escolas de Samba | Escolas de Samba | Escolas de Samba | Escolas de Samba | Escolas de Samba | Escolas de Samba | Escolas de Samba | Escolas de Samba | Escolas de Samba | Escolas de Samba | Escolas de Samba | Escolas de Samba | Escolas de Samba | Escolas de Samba | Escolas de Samba | Escolas de Samba | Escolas de Samba | Escolas de Samba | Escolas de Samba | Escolas de Samba | Escolas de Samba | Escolas de Samba | Escolas de Samba | Escolas de Samba | Escolas de Samba | Escolas de Samba | Escolas de Samba | Escolas de Samba | Escolas de Samba | Escolas de Samba | Escolas de Samba | Escolas de Samba | Escolas de Samba |
| Pos                  | Escolas                       | Pts              | Classificação    | Ref              |                  |                  |                  |                  |                  |                  |                  |                  |                  |                  |                  |                  |                  |                  |                  |                  |                  |                  |                  |                  |                  |                  |                  |                  |                  |                  |                  |                  |                  |                  |                  |                  |                  |                  |                  |                  |                  |                  |                  |                  |                  |                  |                  |                  |                  |
| -------------------- | ----------------------------- | ---------------- | ---------------- | ---------------- | ---------------- | ---------------- | ---------------- | ---------------- | ---------------- | ---------------- | ---------------- | ---------------- | ---------------- | ---------------- | ---------------- | ---------------- | ---------------- | ---------------- | ---------------- | ---------------- | ---------------- | ---------------- | ---------------- | ---------------- | ---------------- | ---------------- | ---------------- | ---------------- | ---------------- | ---------------- | ---------------- | ---------------- | ---------------- | ---------------- | ---------------- | ---------------- | ---------------- | ---------------- | ---------------- | ---------------- | ---------------- | ---------------- | ---------------- | ---------------- | ---------------- | ---------------- | ---------------- | ---------------- | ---------------- |
| 1                    | Império da Saudade            | 119,4            | Campeã de 2014   | [ 3 ] [ 4 ]      |                  |                  |                  |                  |                  |                  |                  |                  |                  |                  |                  |                  |                  |                  |                  |                  |                  |                  |                  |                  |                  |                  |                  |                  |                  |                  |                  |                  |                  |                  |                  |                  |                  |                  |                  |                  |                  |                  |                  |                  |                  |                  |                  |                  |                  |
| 2                    | Mocidade de Vila Maria        | 114.08           |                  | [ 3 ] [ 4 ]      |                  |                  |                  |                  |                  |                  |                  |                  |                  |                  |                  |                  |                  |                  |                  |                  |                  |                  |                  |                  |                  |                  |                  |                  |                  |                  |                  |                  |                  |                  |                  |                  |                  |                  |                  |                  |                  |                  |                  |                  |                  |                  |                  |                  |                  |
| Blocos carnavalescos |                               |                  |                  |                  |                  |                  |                  |                  |                  |                  |                  |                  |                  |                  |                  |                  |                  |                  |                  |                  |                  |                  |                  |                  |                  |                  |                  |                  |                  |                  |                  |                  |                  |                  |                  |                  |                  |                  |                  |                  |                  |                  |                  |                  |                  |                  |                  |                  |                  |
| 1                    | Império da Banda G            | 117.07           | Campeã de 2014   | [ 3 ] [ 4 ]      |                  |                  |                  |                  |                  |                  |                  |                  |                  |                  |                  |                  |                  |                  |                  |                  |                  |                  |                  |                  |                  |                  |                  |                  |                  |                  |                  |                  |                  |                  |                  |                  |                  |                  |                  |                  |                  |                  |                  |                  |                  |                  |                  |                  |                  |
| 2                    | Pulo do Sapo                  | 116.02           |                  | [ 3 ] [ 4 ]      |                  |                  |                  |                  |                  |                  |                  |                  |                  |                  |                  |                  |                  |                  |                  |                  |                  |                  |                  |                  |                  |                  |                  |                  |                  |                  |                  |                  |                  |                  |                  |                  |                  |                  |                  |                  |                  |                  |                  |                  |                  |                  |                  |                  |                  |
| 3                    | Acadêmicos da Periferia Leste | 114.09           | [ 3 ] [ 4 ]      |                  |                  |                  |                  |                  |                  |                  |                  |                  |                  |                  |                  |                  |                  |                  |                  |                  |                  |                  |                  |                  |                  |                  |                  |                  |                  |                  |                  |                  |                  |                  |                  |                  |                  |                  |                  |                  |                  |                  |                  |                  |                  |                  |                  |                  |                  |